# بلدة سكولكرافت (مقاطعة كالامازو)
سكولكرافت، مقاطعة كالامازو (بالإنجليزية: Schoolcraft Township, Kalamazoo County, Michigan)‏ هي بلدة تقع بولاية ميشيغان في الولايات المتحدة. تبلغ مساحتها 93.4 (كم²)، وترتفع عن سطح البحر 262 م، بلغ عدد سكانها 7260 نسمة في عام تعداد الولايات المتحدة 2000 حسب إحصاء مكتب تعداد الولايات المتحدة وتصل الكثافة السكانية فيها 81.6 نسمة/كم2.

## وصلات خارجية
- The US50 - Cities and Towns in Michigan State
- Michigan Cities and Towns, Facts, Map, Flag, Colleges, Government, and More